# Huperzia martii
Huperzia martii là một loài thực vật có mạch trong Họ Thạch tùng. Loài này được (Wawra) Holub mô tả khoa học đầu tiên năm 1985.